# Boechera grahamii
Boechera grahamii là một loài thực vật có hoa trong họ Cải. Loài này được (Lehm.) Windham & Al-Shehbaz mô tả khoa học đầu tiên năm 2007.